# Kanton Créteil-Sud
Der Kanton Créteil-Sud war von 1976 bis 2015 ein französischer Wahlkreis im Arrondissement Créteil, im Département Val-de-Marne und in der Region Île-de-France. Er bestand aus einem Teil der Stadt Créteil.

## Bevölkerungsentwicklung
| 1990   | 1999   | 2006   |
| ------ | ------ | ------ |
| 32.261 | 34.420 | 38.264 |